# Бергер, Маргарет
Маргарет Бергер (родилась 11 октября 1985 года в Тронхейме, Норвегия) — норвежская певица и автор песен. Получила известность после участия в Norwegian Idol, норвежской версии шоу талантов Pop Idol — где заняла второе место. Представительница Норвегии на 58 конкурсе песни «Евровидение 2013», в финале с композицией «I Feed You My Love» в шведском городе Мальмё.

## Евровидение 2013

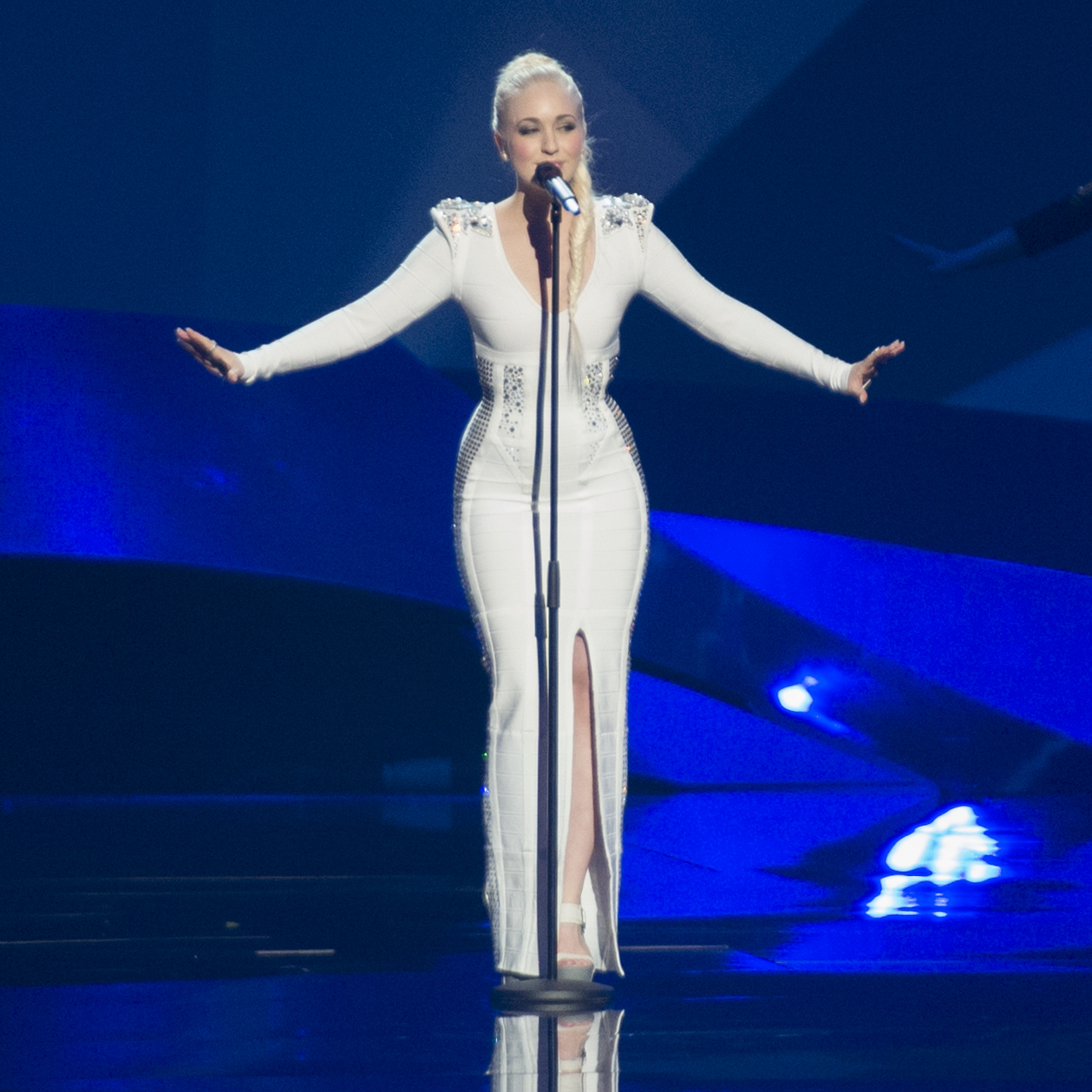
Репетиция выступления на Евровидении 2013

Маргарет Бергер стала победительницей «Melodi Grand Prix» и представила Норвегию на «Евровидении-2013». На конкурсе она исполнила электропоп-композицию «I Feed You My Love» («Я питаю тебя моей любовью»), с которой в итоге заняла 4 место, набрав 191 балл.
Композиция была написана Карин Парк, шведско-норвежской певицей и автором песен, совместно с MachoPsycho. Именитый норвежско-шведский дуэт MachoPsycho (Робин Линч, Никлас Оловсон) также выступил и продюсером композиции. В своё время дуэт продюсировал таких звёзд, как Джессика Симпсон, Шер, Джастин Тимберлейк, Pink.

## Дискография
Дебютный альбом Маргарет, Chameleon, сочетавший в себе элементы рока, R&B и электронной музыки, был выпущен в октябре 2004 года и сразу же достиг четвёртого места в норвежских чартах.
Второй альбом, Pretty Scary Silver Fairy, выпущенный в октябре 2006 года, не был столь популярен — он добрался в хит-парадах лишь до восьмого места — но был положительно воспринят критиками. Альбом создавался под влиянием музыки Daft Punk, The Knife и Björk и был своеобразным смешением электронной и танцевальной поп-музыки.
В 2008 году Маргарет рассказала о планах записать третий альбом. В интервью 2013 года говорилось, что запись альбома (для него выбрано название New Religion) идёт. Но работа над ним не окончена, публике представлены только отдельные синглы.

### Альбом
- 2004 — Chameleon
- 2006 — Pretty Scary Silver Fairy

### Синглы
- 2006 — Samantha
- 2006 — Will you remember me tomorrow?
- 2007 — Robot song
- 2011 — In a Box
- 2013 — I Feed You My Love
- 2013 — Human Race
- 2014 — Scream
- 3 августа 2015 — Diamonds (feat. Face)
- январь 2016 — Apologize